# Jacksonburg (Virginie-Occidentale)
Jacksonburg est une census-designated place située dans le comté de Wetzel, dans l’État de Virginie-Occidentale, aux États-Unis. Lors du recensement de 2020, elle comptait 114 habitants.